# Élections législatives de 1978 dans la Loire
Les élections législatives françaises de 1978 se déroulent les 12 et 19 mars 1978. Dans le département de la Loire, sept députés sont à élire dans le cadre de sept circonscriptions.

## Élus
| Circonscription | Député sortant                                    | Parti | Parti | Député élu ou réélu | Parti | Parti     |
| --------------- | ------------------------------------------------- | ----- | ----- | ------------------- | ----- | --------- |
| 1re             | Pierre-Roger Gaussin suppléant de Michel Durafour |       | CR    | Michel Durafour     |       | UDF (Rad) |
| 2e              | Lucien Neuwirth                                   |       | RPR   | Lucien Neuwirth     |       | RPR       |
| 3e              | André Chazalon                                    |       | CDS   | André Chazalon      |       | UDF (CDS) |
| 4e              | Roger Partrat                                     |       | CDS   | Théo Vial-Massat    |       | PCF       |
| 5e              | Alain Terrenoire                                  |       | RPR   | Jean Auroux         |       | PS        |
| 6e              | Paul Rivière                                      |       | RPR   | Pascal Clément      |       | UDF (PR)  |
| 7e              | Henri Bayard suppléant de Michel Jacquet          |       | RI    | Henri Bayard        |       | UDF (PR)  |

## Résultats

### Résultats à l'échelle du département
| Parti          | Parti                              | Premier tour | Premier tour | Second tour | Second tour | Sièges |
| Parti          | Parti                              | Voix         | %            | Voix        | %           | Sièges |
| -------------- | ---------------------------------- | ------------ | ------------ | ----------- | ----------- | ------ |
|                | Union pour la démocratie française | 96 767       | 26,09        | 140 306     | 36,43       | 4      |
|                | Rassemblement pour la République   | 68 940       | 18,59        | 62 724      | 16,29       | 1      |
|                | Divers droite                      | 5 702        | 1,54         |             |             | 0      |
|                | Divers droite (gaulliste)          | 2 458        | 0,66         | 0           |             |        |
|                | Majorité présidentielle            | 173 867      | 46,88        | 203 030     | 52,72       | 5      |
|                |                                    |              |              |             |             |        |
|                | Parti communiste français          | 76 712       | 20,68        | 45 922      | 11,92       | 1      |
|                | Parti socialiste                   | 66 843       | 18,02        | 109 435     | 28,42       | 1      |
|                | Mouvement des radicaux de gauche   | 17 680       | 4,77         | 26 709      | 6,94        | 0      |
|                | Union de la gauche                 | 161 235      | 43,47        | 182 066     | 47,28       | 2      |
|                |                                    |              |              |             |             |        |
|                | Divers écologiste                  | 9 084        | 2,45         |             |             | 0      |
|                | Extrême droite                     | 7 851        | 2,12         | 0           |             |        |
|                | Extrême gauche                     | 6 405        | 1,73         | 0           |             |        |
|                | Parti socialiste unifié            | 6 176        | 1,67         | 0           |             |        |
|                | Gaullistes d'opposition            | 4 918        | 1,33         | 0           |             |        |
|                | Divers                             | 1 369        | 0,37         | 0           |             |        |
|                |                                    |              |              |             |             |        |
| Inscrits       | Inscrits                           | 466 862      | 100,00       | 466 927     | 100,00      | 7      |
| Abstentions    | Abstentions                        | 89 145       | 19,09        | 73 029      | 15,64       |        |
| Votants        | Votants                            | 377 717      | 80,91        | 393 898     | 84,36       |        |
| Blancs et nuls | Blancs et nuls                     | 6 812        | 1,8          | 8 802       | 2,23        |        |
| Exprimés       | Exprimés                           | 370 905      | 98,2         | 385 096     | 97,77       |        |

### Résultats par circonscription

#### Première circonscription (Saint-Étienne-Nord)
| Candidat       | Candidat                      | Parti          | Premier tour | Premier tour | Second tour | Second tour |  |
| Candidat       | Candidat                      | Parti          | Voix         | %            | Voix        | %           |  |
| -------------- | ----------------------------- | -------------- | ------------ | ------------ | ----------- | ----------- |  |
|                | Michel Durafour sortant réélu | UDF (Rad)      | 15 438       | 35,54        | 23 764      | 52,82       |  |
|                | Marc Bruyère                  | PCF            | 11 121       | 25,6         | 21 230      | 47,18       |  |
|                | Michel Grossmann              | MRG            | 7 854        | 18,08        | Retrait     | Retrait     |  |
|                | Lucien Nicolas                | RPR            | 4 457        | 10,26        |             |             |  |
|                | Marie-Françoise Brodhag       | Écologie 78    | 1 542        | 3,55         |             |             |  |
|                | Jean-Paul Petit               | Extrême droite | 1 113        | 2,56         |             |             |  |
|                | Huguette Bouchardeau          | PSU (FA)       | 540          | 1,24         |             |             |  |
|                | Michel Petiot                 | LO             | 393          | 0,9          |             |             |  |
|                | Michèle Richoux               | Divers         | 391          | 0,9          |             |             |  |
|                | Georges Lamotte               | FN             | 290          | 0,67         |             |             |  |
|                | Sigrid Duraj                  | LCR            | 236          | 0,54         |             |             |  |
|                | Jacques Faubert               | UOPDP          | 67           | 0,15         |             |             |  |
|                |                               |                |              |              |             |             |  |
| Inscrits       | Inscrits                      | Inscrits       | 56 109       | 100,00       | 56 109      | 100,00      |  |
| Abstentions    | Abstentions                   | Abstentions    | 12 096       | 21,56        | 9 794       | 17,46       |  |
| Votants        | Votants                       | Votants        | 44 013       | 78,44        | 46 315      | 82,54       |  |
| Blancs et nuls | Blancs et nuls                | Blancs et nuls | 571          | 1,3          | 1 321       | 2,85        |  |
| Exprimés       | Exprimés                      | Exprimés       | 43 442       | 98,7         | 44 994      | 97,15       |  |

#### Deuxième circonscription (Saint-Étienne-Sud)
| Candidat       | Candidat                      | Parti             | Premier tour | Premier tour | Second tour | Second tour |  |
| Candidat       | Candidat                      | Parti             | Voix         | %            | Voix        | %           |  |
| -------------- | ----------------------------- | ----------------- | ------------ | ------------ | ----------- | ----------- |  |
|                | Lucien Neuwirth sortant réélu | UDR (URP)         | 19 465       | 32,25        | 33 744      | 53,88       |  |
|                | François Tomas                | PCF               | 13 559       | 22,46        | Retrait     | Retrait     |  |
|                | Bruno Vennin                  | PS                | 13 528       | 22,41        | 28 887      | 46,12       |  |
|                | Jean Pibarot                  | UDF (PR)          | 8 419        | 13,95        |             |             |  |
|                | Bernard Goudin                | Extrême droite    | 1 109        | 1,84         |             |             |  |
|                | Roger Charlat                 | PSU (FA)          | 1 075        | 1,78         |             |             |  |
|                | Bruno Fulchiron               | Divers écologiste | 949          | 1,57         |             |             |  |
|                | Georges Rouchouze             | FN                | 636          | 1,05         |             |             |  |
|                | Alain Marquet                 | LO                | 489          | 0,81         |             |             |  |
|                | Jean-Luc Mounier              | LCR               | 386          | 0,64         |             |             |  |
|                | Francis Rongier               | Divers            | 367          | 0,61         |             |             |  |
|                | Eugène Dusard                 | Divers droite     | 240          | 0,4          |             |             |  |
|                | Marie-Antoinette Deléage      | Divers            | 137          | 0,23         |             |             |  |
|                |                               |                   |              |              |             |             |  |
| Inscrits       | Inscrits                      | Inscrits          | 78 566       | 100,00       | 78 566      | 100,00      |  |
| Abstentions    | Abstentions                   | Abstentions       | 17 440       | 22,2         | 13 885      | 17,67       |  |
| Votants        | Votants                       | Votants           | 61 126       | 77,8         | 64 681      | 82,33       |  |
| Blancs et nuls | Blancs et nuls                | Blancs et nuls    | 767          | 1,25         | 2 050       | 3,17        |  |
| Exprimés       | Exprimés                      | Exprimés          | 60 359       | 98,75        | 62 631      | 96,83       |  |

#### Troisième circonscription (Saint-Chamond)
| Candidat       | Candidat                     | Parti          | Premier tour | Premier tour | Second tour | Second tour |  |
| Candidat       | Candidat                     | Parti          | Voix         | %            | Voix        | %           |  |
| -------------- | ---------------------------- | -------------- | ------------ | ------------ | ----------- | ----------- |  |
|                | André Chazalon sortant réélu | UDF (CDS)      | 18 136       | 28,87        | 32 997      | 50,49       |  |
|                | Jacques Badet                | PS             | 15 100       | 24,04        | 32 356      | 49,51       |  |
|                | André Géry                   | PCF            | 11 722       | 18,66        | Retrait     | Retrait     |  |
|                | Bernard Magniny              | RPR            | 9 904        | 15,77        | Retrait     | Retrait     |  |
|                | Paul Privat                  | Écologie 78    | 3 276        | 5,22         |             |             |  |
|                | Gérard Chavagnac             | PFN            | 964          | 1,53         |             |             |  |
|                | Jean-Pierre Mathieu          | MDD            | 963          | 1,53         |             |             |  |
|                | Didier Barrollier            | LCR            | 940          | 1,5          |             |             |  |
|                | Joseph Colomb                | PSU (FA)       | 933          | 1,49         |             |             |  |
|                | André Moulin                 | LO             | 872          | 1,39         |             |             |  |
|                |                              |                |              |              |             |             |  |
| Inscrits       | Inscrits                     | Inscrits       | 77 119       | 100,00       | 77 118      | 100,00      |  |
| Abstentions    | Abstentions                  | Abstentions    | 13 060       | 16,93        | 10 491      | 13,6        |  |
| Votants        | Votants                      | Votants        | 64 059       | 83,07        | 66 627      | 86,4        |  |
| Blancs et nuls | Blancs et nuls               | Blancs et nuls | 1 249        | 1,95         | 1 274       | 1,91        |  |
| Exprimés       | Exprimés                     | Exprimés       | 62 810       | 98,05        | 65 353      | 98,09       |  |

#### Quatrième circonscription (Firminy)
| Candidat       | Candidat              | Parti          | Premier tour | Premier tour | Second tour | Second tour |  |
| Candidat       | Candidat              | Parti          | Voix         | %            | Voix        | %           |  |
| -------------- | --------------------- | -------------- | ------------ | ------------ | ----------- | ----------- |  |
|                | Théo Vial-Massat élu  | PCF            | 17 148       | 37,68        | 24 692      | 52,59       |  |
|                | Roger Partrat sortant | UDF (CDS)      | 14 251       | 31,32        | 22 257      | 47,41       |  |
|                | Gabriel Gaucher       | PS             | 5 846        | 12,85        |             |             |  |
|                | Dr Palayer            | MDD            | 2 523        | 5,54         |             |             |  |
|                | Jean-Marcel Fouvet    | PSD            | 2 201        | 4,84         |             |             |  |
|                | Jean-Paul Chartron    | PSU (FA)       | 1 235        | 2,71         |             |             |  |
|                | Jean-Louis Modrin     | Extrême droite | 1 091        | 2,4          |             |             |  |
|                | Jacques Lacaille      | LO             | 575          | 1,26         |             |             |  |
|                | Claude Breuil         | FN             | 378          | 0,83         |             |             |  |
|                | Bernard Marcuccilli   | LCR            | 256          | 0,56         |             |             |  |
|                |                       |                |              |              |             |             |  |
| Inscrits       | Inscrits              | Inscrits       | 57 739       | 100,00       | 57 739      | 100,00      |  |
| Abstentions    | Abstentions           | Abstentions    | 11 210       | 19,41        | 9 455       | 16,38       |  |
| Votants        | Votants               | Votants        | 46 529       | 80,59        | 48 284      | 83,62       |  |
| Blancs et nuls | Blancs et nuls        | Blancs et nuls | 1 025        | 2,2          | 1 335       | 2,76        |  |
| Exprimés       | Exprimés              | Exprimés       | 45 504       | 97,8         | 46 949      | 97,24       |  |

#### Cinquième circonscription (Roanne)
| Candidat       | Candidat                 | Parti             | Premier tour | Premier tour | Second tour | Second tour |  |
| Candidat       | Candidat                 | Parti             | Voix         | %            | Voix        | %           |  |
| -------------- | ------------------------ | ----------------- | ------------ | ------------ | ----------- | ----------- |  |
|                | Alain Terrenoire sortant | RPR               | 21 232       | 37,83        | 28 980      | 49,53       |  |
|                | Jean Auroux élu          | PS                | 17 264       | 30,76        | 29 530      | 50,47       |  |
|                | Serge Feugère            | PCF               | 9 711        | 17,3         | Retrait     | Retrait     |  |
|                | Michel Desvignes         | UDF (CDS)         | 4 812        | 8,57         |             |             |  |
|                | Jean-Claude Myard        | Divers écologiste | 1 445        | 2,57         |             |             |  |
|                | Marcel Debarnot          | Extrême droite    | 884          | 1,57         |             |             |  |
|                | Catherine Tourier        | LO                | 658          | 1,17         |             |             |  |
|                | Jean-Louis Dupuy         | UOPDP             | 123          | 0,22         |             |             |  |
|                |                          |                   |              |              |             |             |  |
| Inscrits       | Inscrits                 | Inscrits          | 70 113       | 100,00       | 70 181      | 100,00      |  |
| Abstentions    | Abstentions              | Abstentions       | 13 107       | 18,69        | 10 844      | 15,45       |  |
| Votants        | Votants                  | Votants           | 57 006       | 81,31        | 59 337      | 84,55       |  |
| Blancs et nuls | Blancs et nuls           | Blancs et nuls    | 877          | 1,54         | 827         | 1,39        |  |
| Exprimés       | Exprimés                 | Exprimés          | 56 129       | 98,46        | 58 510      | 98,61       |  |

#### Sixième circonscription (Feurs)
| Candidat       | Candidat               | Parti          | Premier tour | Premier tour | Second tour | Second tour |  |
| Candidat       | Candidat               | Parti          | Voix         | %            | Voix        | %           |  |
| -------------- | ---------------------- | -------------- | ------------ | ------------ | ----------- | ----------- |  |
|                | Pascal Clément élu     | UDF (PR)       | 13 084       | 31,06        | 25 122      | 57,38       |  |
|                | Pierre Chopelin        | PS             | 10 396       | 24,68        | 18 662      | 42,62       |  |
|                | Paul Rivière sortant   | RPR            | 8 256        | 19,6         | Retrait     | Retrait     |  |
|                | Paul Guilhou           | PCF            | 5 052        | 11,99        |             |             |  |
|                | René Mure              | CNIP           | 1 982        | 4,7          |             |             |  |
|                | Odette Boudot          | PSU (FA)       | 1 388        | 3,29         |             |             |  |
|                | Alexis Lombard         | Divers droite  | 832          | 1,97         |             |             |  |
|                | Marie-Josèphe Defrance | LO             | 665          | 1,58         |             |             |  |
|                | Georges Ernst          | Divers         | 474          | 1,13         |             |             |  |
|                |                        |                |              |              |             |             |  |
| Inscrits       | Inscrits               | Inscrits       | 52 439       | 100,00       | 52 442      | 100,00      |  |
| Abstentions    | Abstentions            | Abstentions    | 9 293        | 17,72        | 7 808       | 14,89       |  |
| Votants        | Votants                | Votants        | 43 146       | 82,28        | 44 634      | 85,11       |  |
| Blancs et nuls | Blancs et nuls         | Blancs et nuls | 1 017        | 2,36         | 850         | 1,9         |  |
| Exprimés       | Exprimés               | Exprimés       | 42 129       | 97,64        | 43 784      | 98,1        |  |

#### Septième circonscription (Montbrison)
| Candidat       | Candidat                   | Parti                     | Premier tour | Premier tour | Second tour | Second tour |  |
| Candidat       | Candidat                   | Parti                     | Voix         | %            | Voix        | %           |  |
| -------------- | -------------------------- | ------------------------- | ------------ | ------------ | ----------- | ----------- |  |
|                | Henri Bayard sortant réélu | UDF (PR)                  | 22 627       | 37,38        | 36 166      | 57,52       |  |
|                | Claudius Granger           | MRG                       | 9 826        | 16,23        | 26 709      | 42,48       |  |
|                | Jean Anglard               | PCF                       | 8 399        | 13,88        |             |             |  |
|                | Étienne Furtos             | RPR                       | 5 626        | 9,29         |             |             |  |
|                | Pierre Just                | diss. PS                  | 4 709        | 7,78         |             |             |  |
|                | Jean Chaland               | Divers droite (Gaulliste) | 2 458        | 4,06         |             |             |  |
|                | René Brunel                | Écologie 78               | 1 872        | 3,09         |             |             |  |
|                | Bernard Fournier           | UGP                       | 1 432        | 2,37         |             |             |  |
|                | Bernard Chancenotte        | Extrême droite            | 1 386        | 2,29         |             |             |  |
|                | Paul Fayard                | PSU (FA)                  | 1 005        | 1,66         |             |             |  |
|                | Alain Maurin               | LO                        | 745          | 1,23         |             |             |  |
|                | Jean-Jacques Roux          | PSD                       | 447          | 0,74         |             |             |  |
|                |                            |                           |              |              |             |             |  |
| Inscrits       | Inscrits                   | Inscrits                  | 74 777       | 100,00       | 74 772      | 100,00      |  |
| Abstentions    | Abstentions                | Abstentions               | 12 939       | 17,3         | 10 752      | 14,38       |  |
| Votants        | Votants                    | Votants                   | 61 838       | 82,7         | 64 020      | 85,62       |  |
| Blancs et nuls | Blancs et nuls             | Blancs et nuls            | 1 306        | 2,11         | 1 145       | 1,79        |  |
| Exprimés       | Exprimés                   | Exprimés                  | 60 532       | 97,89        | 62 875      | 98,21       |  |